# 加拿大国家动物外来病研究中心
加拿大國家動物外來病研究中心（英語：National Centre for Foreign Animal Disease，NCFAD）位於加拿大曼尼托巴省省會溫尼伯的加拿大人类和动物健康科学中心，是加拿大食品檢驗局轄下的單位。
加拿大國家動物外來病研究中心為預防、檢測、以及控制外來動物疾病與為新出現的動物疾病提供專業知識和技術。該中心之實驗室具有對外來動物疾病的診斷能力，包括但不限於：禽流感、口蹄疫、豬瘟等動物疾病。